# Jaskinia Szklana
Jaskinia Szklana, Schronisko naprzeciw Jaskini Szklarskiej – jaskinia w miejscowości Szklary w województwie małopolskim, w powiecie krakowskim, w gminie Jerzmanowice-Przeginia. Znajduje się w skałach u północnych podnóży Bukowej Góry, w prawych zboczach Doliny Szklarki. Prowadzi do niej polna droga odbiegająca od asfaltowej drogi przez Szklary wąwozem po północnej stronie Bukowej Góry. Jest to obszar Wyżyny Olkuskiej w obrębie Wyżyny Krakowsko-Częstochowskiej.

## Opis jaskini
Otwór główny o północno-zachodniej ekspozycji znajduje się za wałem ziemnym u podstawy skały tuż nad drogą. Ma rozmiary 1 × 2,5 × 2,5 m, korytarz za nim zaraz jednak zwęża się i obniża. Po jego prawej stronie odgałęzia się wąska, niedostępna szczelina uchodząca otworkiem w skale. Korytarz po 6 m doprowadza do rozwidlenia. Znajduje się w nim zlokalizowany na szczelinie komin o wysokości 5,5 m. Komin jest myty, górą znacznie zwęża się i po 2 m staje się niemożliwy do przejścia. Uchodzi niewielkim otworem po zachodniej stronie skały. Na prawo od komina prowadzi niski korytarzyk. Po 3 m doprowadza on do pochyłej komory o gliniastym dnie zawalonym liśćmi. Ma rozmiary 1,8 × 0,7 × 1,8 m i jej strop przebijają korzenie drzew. Biegnący równolegle do niej bardzo niski korytarzyk po 3 m kończy się namuliskiem.
Od rozwidlenia główny korytarz biegnie nieco w lewo i po 6 m doprowadza do wschodniego otworu. W korytarzu tym znajduje się drugi komin. Można nim wspiąć się w górę na wysokość 3 m, pozostałe 2 m to niedostępna szczelina uchodząca otworem.
Jaskinia powstała w wapieniach jury późnej na kilku szczelinach, które zostały poszerzone w wyniku przepływu wód. Świadczą o tym myte ściany z niewielką ilością grzybków naciekowych i mlekiem wapiennym. Zdarzają się także małe stalaktyty i zwietrzałe polewy kalcytowe, a pod okapem jednego z otworów czarne, epigenetyczne naskorupienia krzemionkowe. Namulisko składa się głównie z wapiennego gruzu zmieszanego z glebą, a w głębszej części korytarza z gliną. Przy otworach wejściowych masa liści i śmieci – głównie potłuczonego szkła. W namulisku występują także kości kręgowców.
Warunki w jaskini w dużym stopniu są uzależnione od warunków zewnętrznych. Stała, duża wilgotność panuje tylko w komorze i jej korytarzyku. Rozproszone światło słoneczne oświetla cały główny ciąg jaskini, komora i biegnący do niej równolegle korytarzyk są ciemne. Występuje przewiew powietrza między otworami. Nie odczuwa się go tylko w komorze i jej korytarzyku.
W otworach jaskini rozwijają się rośliny kwiatowe i mchy, w lepiej oświetlonych początkowych partiach jej korytarzy glony i porosty. Ze zwierząt występują ślimaki, pająki (m.in. sieciarz jaskiniowy Meta menardi), kosarze i owady (szczególnie licznie w komorze). Wśród owadów obserwowano motyle (szczerbówka ksieni Scoliopteryx libatrix), ćmy (Triphosa dubitata), komary, chruściki. W namulisku występują kości kręgowców.

## Historia poznania i eksploracji
Jaskinia znana była od dawna i wykorzystywana jako składowisko śmieci (głównie szkła). Po raz pierwszy jej plan i krótki opis sporządził Kazimierz Kowalski w 1951 roku. Opisał ją jako Schronisko naprzeciw Jaskini Szklarskiej i podał długość 14 m (Jaskinia Szklarska znajduje się po drugiej stronie doliny w skale Brodło). W czerwcu 2005 r. J. Nowak i M. Urban dodali do długości jaskini długość pierwszego komina i odchodzącego od niego korytarzyka, ponadto usunęli z jaskini znaczną część śmieci. W 2008 r. J. Nowak sporządził plan jaskini, podał jej lokalizację na mapce i długość 24 m. W październiku 2014 r. I. Luty zaktualizowała pomiary i sporządziła plan i opis jaskini.

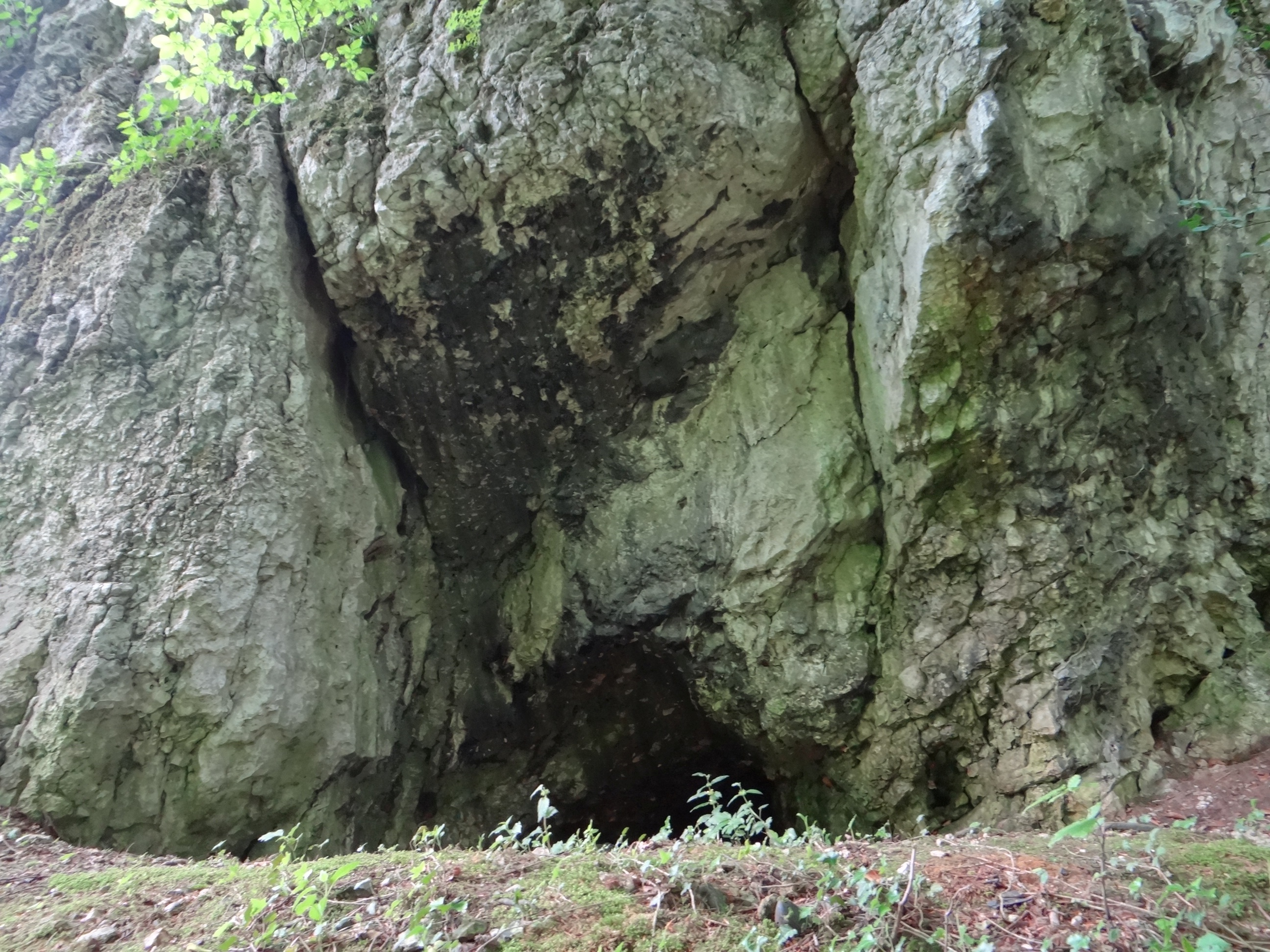
Otwór północno-zachodni
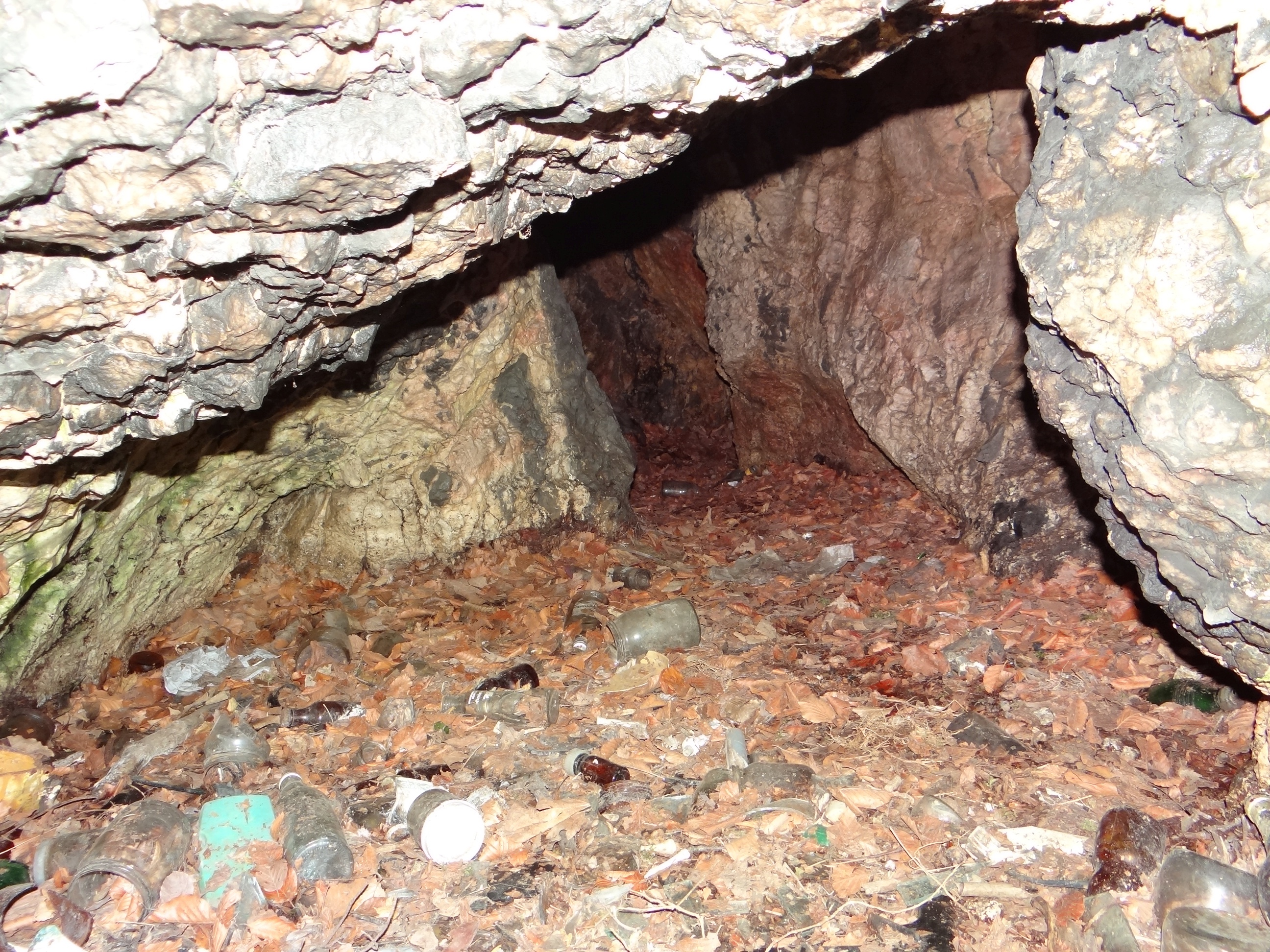
Korytarz za otworem pn.-zach.
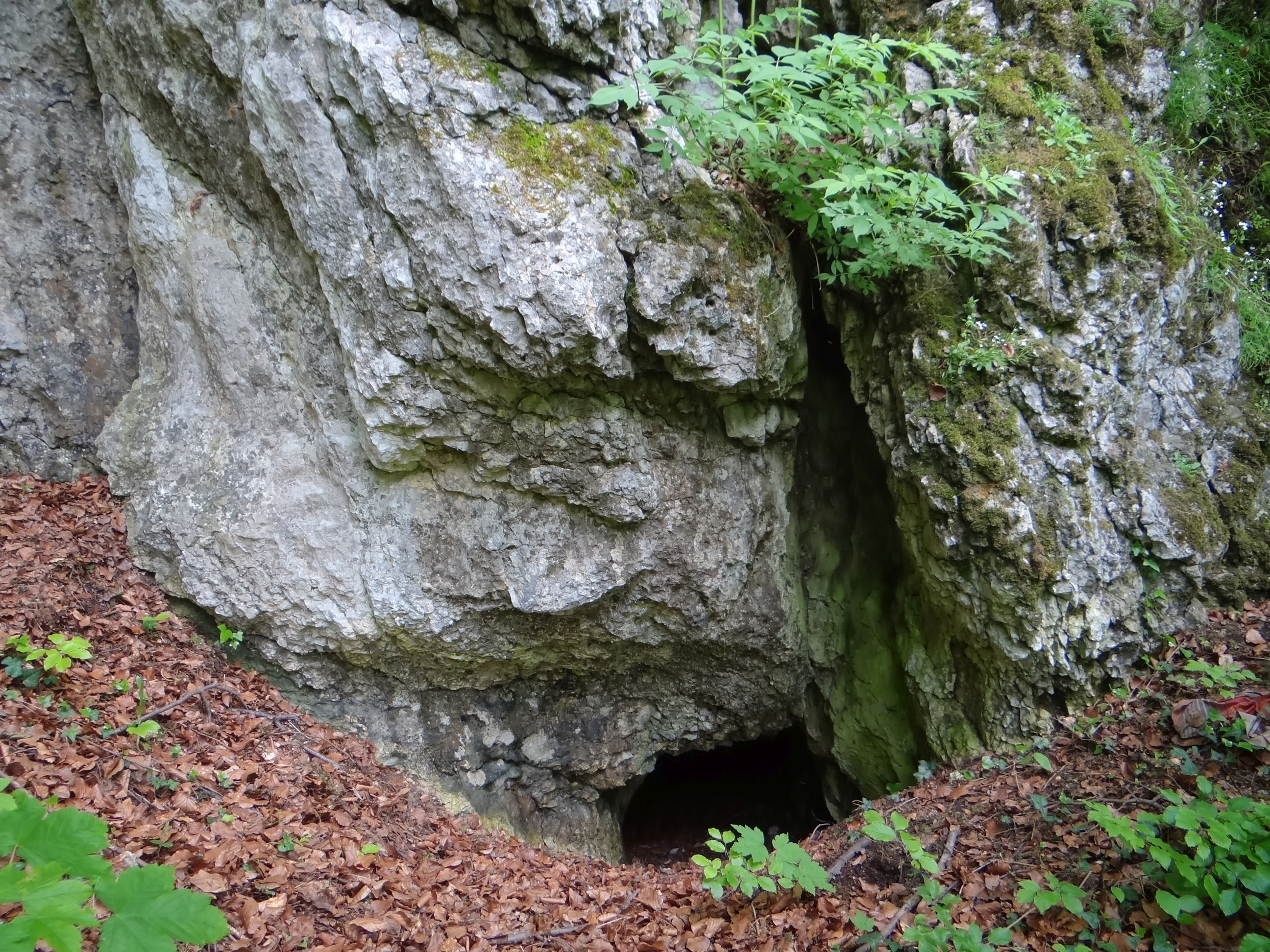
Otwór wschodni
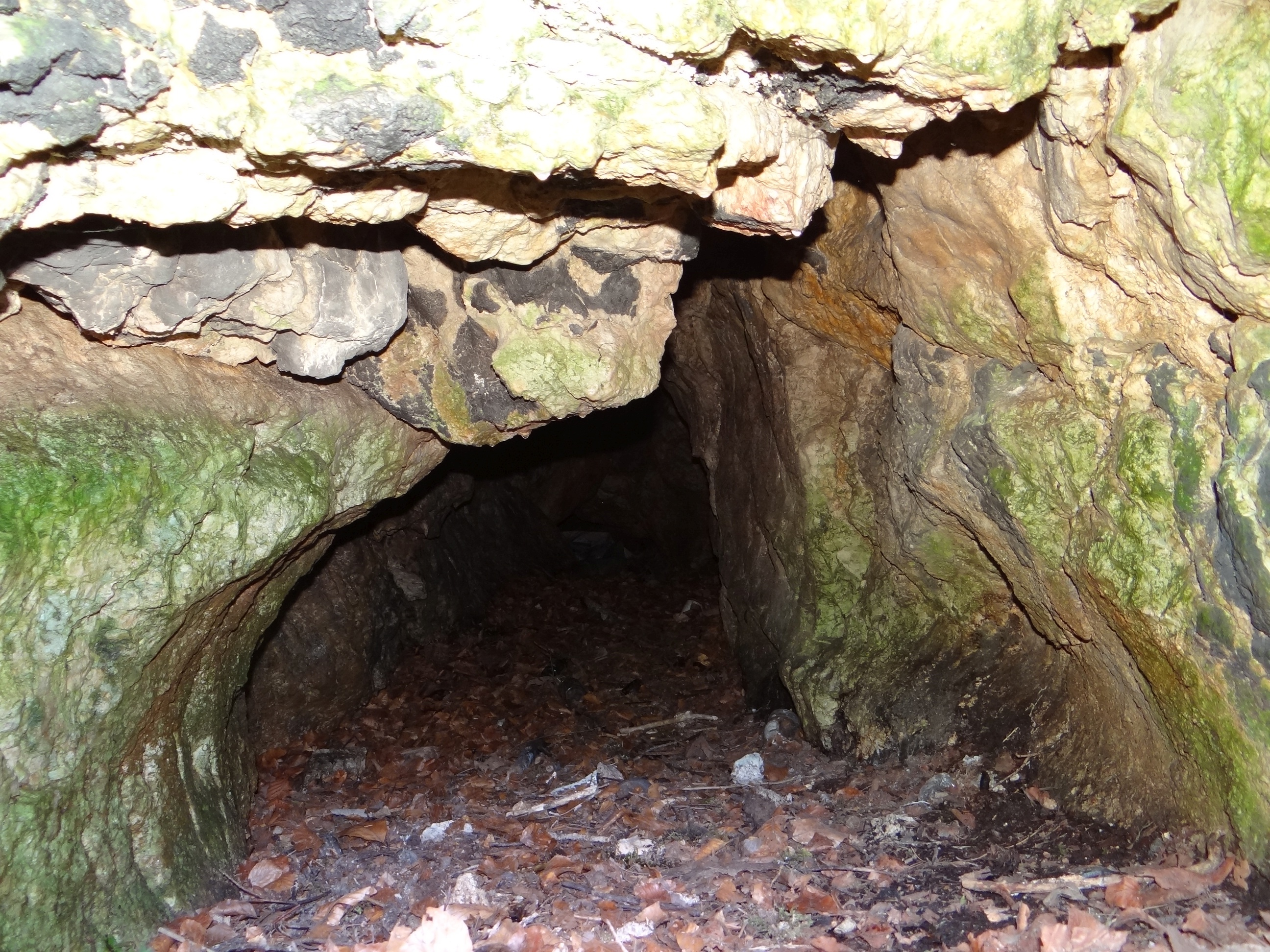
Korytarz za otworem wschodnim